# Salgueiro AC
Salgueiro Atlético Clube - jest brazylijskim klubem piłkarskim z siedzibą w Salgueiro w stanie Pernambuco. 

## Historia
Salgueiro Atlético Clube został założony 23 maja 1972 w Salgueiro. Klub przez pierwsze 33 lata działalności miał status amatorski. W 2005 klub uzyskał status zawodowy i po raz pierwszy uczestniczył w rozgrywkach drugiej ligi stanowej Pernambuco – Campeonato Pernambucano. W premierowym sezonie Salgueiro zajęło trzecie miejsce i awansowało do pierwszej ligi stanowej. Był to udany rok dla Salgueiro, gdyż wygrało stanowe rozgrywki Copa Pernambuco i międzystanowe Copa Integração CE-PB-PE-PI. Pobyt w stanowej elicie trwał tylko sezon i po zajęciu dziewiątego miejsca klub został zdegradowany.
W 2007 Salgueiro wygrało rozgrywki 2ª Divisão i ponownie awansowało do pierwszej ligi stanowej, w której występuje do chwili obecnej. Dzięki zajęciu czwartego miejsca w lidze stanowej Salgueiro mogło wystartować w rozgrywkach Campeonato Brasileiro Série C w 2008. W premierowym starcie Salgueiro wygrało w dwie pierwszą rundy grupowe, odpadając w trzeciej, zajmując ostatecznie 14. miejsce w rozgrywkach. Po reorganizacji rozgrywek w 2009 i utworzeniu Campeonato Brasileiro Série D Salgueiro stało się stałym uczestnikiem rozgrywek Série C. W 2009 klub zajął trzecie miejsce w swojej grupie i opadł z dalszej rywalizacji, zajmując ostatecznie 14. miejsce.
W 2010 Salgueiro zajęło drugie miejsce w fazie grupowej i awansowało do ćwierćfinału, gdzie wyeliminowało Paysandu SC, dzięki czemu uzyskało historyczny awans do Campeonato Brasileiro Série B. Klub odpadł w półfinale przegrywając ze zwycięzcą tych rozgrywek ABC Natal. W rozgrywkach Pernambucano klub najczęściej zajmował miejsce w środku tabeli. W roku 2012 klub jednak zajął trzecie miejsce i awansował do półfinału, w którym mimo wygrania pierwszego spotkania przegrał z Santa Cruz Recife, późniejszym triumfatorem rozgrywek. Po słabym sezonie 2013, w roku 2014 klub zajął czwarte miejsce w rundzie zasadniczej Pernambucano. W półfinale przegrał w karnych z Nautico Recife, finalistą rozgrywek. Sezon 2015 był najlepszy dla Salgueiro w Pernambucano. Klub po zajęciu czwartego miejsca w rundzie zasadniczej, pokonał w półfinale największego faworyta rozgrywek, Sport Recife i znalazł się w finale. Klub przegrał finał w dwumeczu 0:1 dla Santa Cruz.

## Sukcesy
- 1 sezon w Campeonato Brasileiro Série B : 2011-.
- 3 sezony w Campeonato Brasileiro Série C : 2008-2010.
- Copa Integração CE-PB-PE-PI : 2005.
- Copa Pernabucano :2005.